# Campylaspis reticulata
Campylaspis reticulata is een zeekommasoort uit de familie van de Nannastacidae. De wetenschappelijke naam van de soort is voor het eerst geldig gepubliceerd in 1960 door Gamo.